# Aunay-en-Bazois
Aunay-en-Bazois is een gemeente in het Franse departement Nièvre (regio Bourgogne-Franche-Comté) en telt 273 inwoners (2009). De plaats maakt deel uit van het arrondissement Château-Chinon (Ville).

## Geografie
De oppervlakte van Aunay-en-Bazois bedraagt 45,0 km², de bevolkingsdichtheid is 6,0 inwoners per km².
De onderstaande kaart toont de ligging van Aunay-en-Bazois met de belangrijkste infrastructuur en aangrenzende gemeenten.

## Demografie
Onderstaande figuur toont het verloop van het inwonertal (bron: INSEE-tellingen).